# Молочай прибрежный

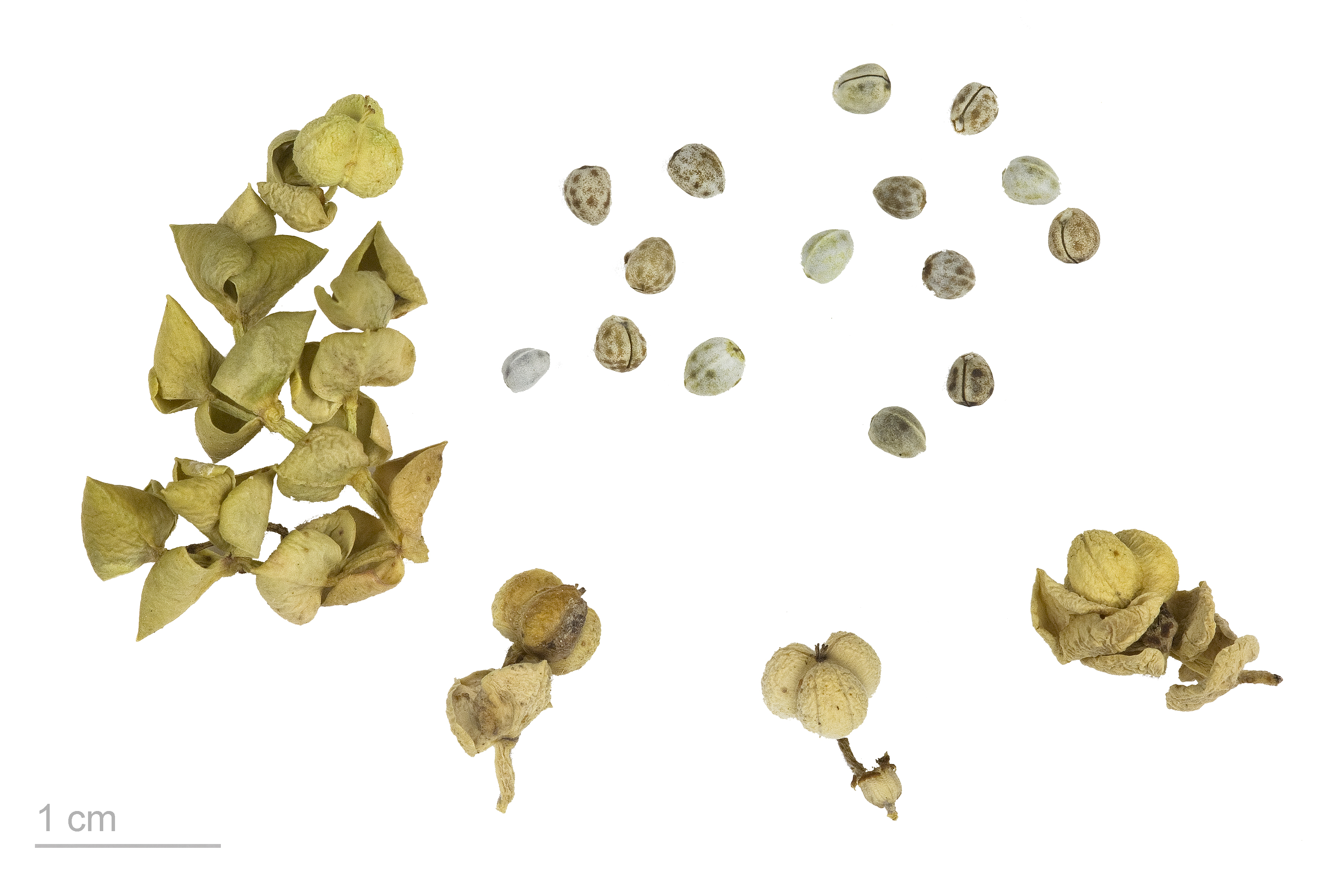
Euphorbia paralias - Тулузский музеум

Молоча́й прибре́жный (лат. Euphorbia paralias) — травянистое многолетнее растение рода Молочай (Euphorbia) семейства Молочайные (Euphorbiaceae).

## Ботаническое описание
Растение 38-50 см высотой, голое, сизое.
Корень ветвистый, длинный, многоглавый.
Стебли прямостоячие, в большом числе, твёрдые, густо и черепитчато олиственные, внизу обнажающиеся, с многочисленными рубцами от листьев, наверху с 6—8 пазушными цветоносами (около 1,5 см длиной).
Стеблевые листья мясистые, цельнокрайные, нижние более короткие, линейно-эллиптические, тупые, верхние продолговатые, (1,1)1,3-2,5 см длиной, 2,5-5(8) мм шириной, острые, на ветках более мелкие, почти щетиновидные, (0,7)1—3,2 см длиной, 0,8—1,1 мм шириной.
Верхушечные цветоносы в числе 3 или 5, толстые, 0,7—3,2 см длины, как и пазушные два-три раза двураздельные. Листочки обёртки, из сердцевидного основания яйцевидные, 1,2—1,6 см длиной и 3—6 мм шириной; листочки обёрточек по два, из сердцевидного основания почковидные, коротко-остроконечные, нижние 0,7—1,3 см длиной и 0,7—1,3 см шириной; бокальчик широко-колокольчатый, 2—2,5 мм длиной и в диаметре, внутри волосистый, с продолговатыми, ресничными лопастями. Нектарники полулунные, с короткими, расходящимися рожками. Столбики около 1 мм длиной, почти свободные, двулопастные. Цветёт в конце июня — начале июля.
Плод — реповидный трёхорешник, 3,5—4,5 мм длиной, 5—6,5 мм шириной, сильно приплюснутый, глубоко трёхбороздчатый, с выпуклыми, мелкобугорчатыми лопастями. Семена 2,8-3 мм длиной, 2,2—2,5 мм шириной, яйцевидно-шаровидные, гладкие, беловатые, только с кое-где разбросанными тёмными ямками, с небольшим, приплюснутым, почковидным придатком. Плодоносит в июле—августе.
Вид описан из Европы, с песчаных морских берегов.
|                                 |  |
| Слева направо: соцветие, циатия |  |

## Распространение
Европа: Ирландия, Великобритания, Бельгия, Нидерланды, Албания, Болгария, Югославия, Греция (включая Крит), Италия (включая Сардинию и Сицилию), Румыния, Франция (включая Корсику), Португалия, Испания (включая Балеарские острова); территория бывшего СССР: Украина (Крым), Кавказ (Грузия); Азия: Кипр, Египет (Синай), Израиль, Иордания, Ливан, Сирия; Северная Африка: Алжир, Египет, Ливия, Марокко, Тунис, Канарские острова.
Растёт по берегу моря на песке.

## Таксономия
|  |                                      |  |                                                             |                                                             |                      |  | ещё 36 семейств (согласно Системе APG II), в том числе Маковые | ещё 36 семейств (согласно Системе APG II), в том числе Маковые |                         |  |  |  | ещё ≈2000 видов |
|  |                                      |  |                                                             |                                                             |                      |  | ещё 36 семейств (согласно Системе APG II), в том числе Маковые | ещё 36 семейств (согласно Системе APG II), в том числе Маковые |                         |  |  |  | ещё ≈2000 видов |
|  |                                      |  |                                                             | порядок Мальпигиецветные                                    |                      |  |                                                                |                                                                | род Молочай (Euphorbia) |  |  |  |                 |
|  |                                      |  |                                                             | порядок Мальпигиецветные                                    |                      |  |                                                                |                                                                | род Молочай (Euphorbia) |  |  |  |                 |
|  | отдел Цветковые, или Покрытосеменные |  |                                                             |                                                             | семейство Молочайные |  |                                                                |                                                                | вид Молочай прибрежный  |  |  |  |                 |
|  | отдел Цветковые, или Покрытосеменные |  |                                                             |                                                             | семейство Молочайные |  |                                                                |                                                                |                         |  |  |  |                 |
|  |                                      |  | ещё 44 порядка цветковых растений (согласно Системе APG II) | ещё 44 порядка цветковых растений (согласно Системе APG II) |                      |  |                                                                | ещё >300 родов                                                 | ещё >300 родов          |  |  |  |                 |
|  |                                      |  |                                                             | ещё 44 порядка цветковых растений (согласно Системе APG II) |                      |  |                                                                |                                                                | ещё >300 родов          |  |  |  |                 |